# کالازنو
کالازنو (به مجاری:  Kalaznó) یک شهرداری در مجارستان است که در ناحیه تاماشی واقع شده‌است. کالازنو ۱۸٫۳ کیلومتر مربع مساحت و ۱۶۷ نفر جمعیت دارد.